# Guy Debbaudt
Guy Anne Paul Marie Debbaudt (Sint-Pieters-Woluwe, 18 mei 1936) is een Belgisch voormalig hockeyer.

## Levensloop
Debbaudt was actief bij La Rasante.
Daarnaast maakte hij deel uit van het Belgisch hockeyteam. Met de nationale ploeg nam hij onder meer deel aan de Olympische Zomerspelen van 1960.